# Злочинність в Бутані
У Бутані рівень злочинності дуже низький. Іноді повідомляється про дрібні злочини. Насильницькі злочини вкрай рідкісні. Трапляються випадки наркоманії, а також є проблема зі зловживанням алкоголем. Але, загалом, незаконний оборот наркотиків є низьким. Найсерйознішу загрозу для Бутану представляють різні індійські сепаратистські організації, що мають свої бази на території країни.

## Загальні відомості
Тяжкі злочини були дуже рідкісні в Бутані протягом більшої частини XX століття. Були повідомлення про зростання злочинності починаючи з 1980 року і на початку 1990-х років. Основними причинами зростання злочинності є приплив іноземної робочої сили, збільшення економічної нерівності, а також розширення контактів із закордонними культурами.

У червні 1999 року Бутан став останньою країною у світі, в якій з'явилося телебачення. Телебачення часто розглядається як несумісне з бутанською культурою і вважається причиною зростання злочинності. Бутанська газета Kuensel писала: 
Дослідження, проведені бутанськими вченими, показали, що кабельне телебачення викликало у населення бажання західних товарів і призвело до зростання злочинності.

## Злочини неполітичного характеру
Насильницькі злочини вкрай рідкісні в Бутані. Рівень крадіжок дуже низький. Іноді повідомляється про дрібні правопорушення, такі як кишенькові крадіжки. У порівнянні з минулими десятиліттями збільшилася кількість злочинів, скоєних неповнолітніми. Найвищий рівень підліткової злочинності було зафіксовано у 2003 році, коли у всій країні були засуджені 63 підлітки. Зґвалтування трапляються рідко; в 1999 році було зафіксовано лише 10 випадків по всій країні. Вбивств також мало, в 1998 році рівень убивств становив 2,78 випадків на 100 000 населення. Бутан є джерелом і транзитною країною для торгівлі людьми. Бутанських жінок продають в інші країни для сексуальної експлуатації, проте жінок з інших країн не продають в Бутан.
У квітні 2002 року по Бутану прокотилася хвиля злочинності. 5 квітня 2002 року було повідомлено про перший випадок корупції, коли Пароп Церінг, 42-річний головний бухгалтер Державної торгової корпорації, був звинувачений в розкраданнях. У квітні 2003 року були зафіксовані чотири випадки тяжких злочинів і злочинів, скоєних «білими комірцями».
В Індексі сприйняття корупції у 2007 році Бутан знаходився на 46 місці серед 179 країн, а в 2009 році — на 49 місці серед 180 країн (найменш корумповані країни знаходяться у верхній частині списку). За шкалою від 0 до 10 (0 — найбільш корумповані країни і 10 — країни без корупції) Transparency International присвоїло Бутану рейтинг 5,0.

## Злочини, пов'язані з наркотиками
Вільна торгівля з сусідньою Індією, наявність прозорих кордонів і біженці зробили Бутан вразливим до незаконного обігу наркотиків. Бутан близько розташований до деяких районах Непалу і Північно-Східній Індії, де вживання ін'єкційних наркотиків є відносно поширеним. Через таке географічне положення Бутан також стає уразливим до поширення внутрішньовенного вживання наркотиків. Марихуана, яка в Бутані росте як чагарник, до появи телебачення використовувалася тільки як корм для свиней. Однак за останні роки були арештовані сотні людей за її вживання. У Тхімпху і на півдні Бутану зростає вживання амфетамінів та бензодіазепінів, які контрабандою доставляються з Індії. Проте, незаконний оборот наркотиків і виробництво опіуму, канабісу та інших наркотиків не є серйозною проблемою в країні.
Дуже великою проблемою в країні є зловживання алкоголем. Майже 80% справ, порушених за фактом насильства в сім'ї, пов'язані зі зловживанням спиртним.
Нижче наведено деякі відомості, пов'язані зі вживанням наркотиків у Бутані:
- Більшість споживачів наркотиків становлять чоловіки і студенти[8].
- Вік більшості споживачів наркотиків — до 25 років[8].
- Все більше молоді вживають кілька наркотиків[8].
- У Бутані є випадки внутрішньовенного вживання наркотиків, проте їх вкрай мало в порівнянні з іншими країнами регіону[8].
- Через соціальні стигми, що прикріплюються до наркоманів, важко в цілому схарактеризувати ситуацію в країні[8].

Уряд Бутану вжив ряд заходів для боротьби з цими явищами. Бутан приєднався до Конвенції ООН з боротьби проти незаконного обігу наркотичних засобів та психотропних речовин (1988). Були внесені поправки до Цивільного та Кримінально-процесуального кодексів (2000), прийнято закони про податок з продажів, митних та акцизних зборів (2000), Кримінальний кодекс Бутану (2004), а також закон про наркотичні засоби, психотропні речовини і зловживання алкоголем і наркотиками (2005). У 2004 році було заборонено продаж тютюнових виробів громадянам Бутану, таким чином Бутан став першою країною у світі, де була введена заборона на продаж сигарет. Порушники заборони засуджуються до штрафу $ 210, а власники магазинів і готелів, помічені в незаконному продажі тютюну, позбавляються ліцензій. Карма Церінг, начальник митниці, заявив: «Якщо будь-який іноземець буде спійманий на продажу тютюнових виробів громадянам Бутану, йому буде пред'явлено звинувачення в контрабанді». Проте в країні процвітає чорний ринок тютюну.

## Тероризм
Багато сепаратистських організацій з Індії створили тренувальні табори на півдні Бутану. У 2002 році на території Бутану свої бази мали Об'єднаний фронт звільнення Асаму (ULFA), Національно-демократичний фронт Бодоланду (NDFB) і Тигри звільнення Бодоланду (BLTF). Терористи брали участь у вбивствах, вимаганнях та викраденні людей. Під великим тиском уряду Індії Бутан пред'явив терористам ультиматум, щоб вони покинули країну, а в грудні 2003 року Королівська бутанська армія, за підтримки спецназу прикордонних військ, почала військову кампанію проти заколотників. Було знищено 30 військових таборів сепаратистів. Однак є побоювання, що терористи спробують у відповідь напасти на Бутан. 5 вересня 2004 року в Гелепху була підірвана бомба, в результаті чого загинули двоє і було поранено 27 осіб. У теракті підозрюють Національно-демократичний фронт Бодоланду.
Уряд Бутану вдався до низки правових та військових дій для боротьби з тероризмом. 4 вересня 2004 року було засуджено 111 осіб на терміни від чотирьох років до довічного позбавлення волі за допомогу терористичним організаціям, що незаконно перебували на території Бутану. Серед засуджених були державні службовці, бізнесмени і робочі.